# Hôpital La Rabta de Tunis
L'hôpital La Rabta de Tunis est un établissement de santé publique tunisien situé à Tunis.
C'est un établissement public à caractère administratif doté de la personnalité morale et de l'autonomie financière tout en étant sous la supervision du ministère de la Santé.
Cet hôpital a pour activité principale les soins, la prévention, l'enseignement et la recherche.

## Organisation
Ce centre hospitalier universitaire pluridisciplinaire de type pavillonnaire s'étend sur environ onze hectares
L'hôpital La Rabta est constitué de 19 entités réparties de la façon suivante : 
1. Chirurgie B ;
2. Urgence, maladies infectieuses et anesthésie-réanimation ;
3. Ophtalmologie ;
4. Immunologie ;
5. Laboratoires ;
6. Gastrologie A et B ;
7. Laboratoire d'hématologie ;
8. Cardio-adultes, pharmacie et exploration fonctionnelle ;
9. Salle de prélèvement, consultations externes, stomatologie et endocrinologie ;
10. Chirurgie générale A, orthopédie, ORL, néphrologie et urologie ;
11. Chirurgie cardiovasculaire et cardio-pédiatrique ;
12. Réanimation médicale ;
13. Radiologie ;
14. Pneumologie ;
15. Pédiatrie et dermatologie ;
16. Médecine interne ;
17. Anapath ;
18. Rhumatologie ;
19. Médecine du travail.

## Services
L'hôpital La Rabta compte 34 disciplines et services disponibles :
- Immunologie ;
- Maladies infectieuses ;
- Anesthésie-réanimation ;
- Gastrologie A et B ;
- Cardiologie adulte et pédiatrique ;
- Urgence ;
- Laboratoire : hématologie, parasitologie, anapath, biochimie et bactériologie ;
- Consultation externes ;
- Stomatologie ;
- Endocrinologie ;
- Salle de prélèvement ;
- Radiologie ;
- Allergologie ;
- Pneumologie ;
- Hémodialyse ;
- Urologie ;
- Orthopédie ;
- ORL ;
- Chirurgie A et B ;
- Réanimation médicale ;
- Dermatologie ;
- Pédiatrie métabolique ;
- Médecine interne ;
- Médecine dentaire ;
- Rhumatologie ;
- Médecine du travail ;
- Chirurgie cardiovasculaire ;
- Centre de traitement de la douleur ;
- Ophtalmologie ;
- Néphrologie ;
- Pharmacie.